# Dompierre-en-Morvan
Dompierre-en-Morvan è un comune francese di 235 abitanti situato nel dipartimento della Côte-d'Or nella regione della Borgogna-Franca Contea.

## Società

### Evoluzione demografica
Abitanti censiti